# 布鲁塞尔
布鲁塞尔（法語：Bruxelles，發音：[bʁysɛl] ⓘ，發音：[ˈbrʏsəl] ⓘ，發音：[ˈbʁʏsl̩] ⓘ），全称布鲁塞尔城（法語：ville de Bruxelles），是比利时的首都，布鲁塞尔首都大区和弗拉芒大區的首府，也是欧洲联盟的主要行政机构所在地。布鲁塞尔城位于該國中部布鲁塞尔首都大区，属于比利时法语社群和弗拉芒社群，法语和荷蘭語均为官方语言（但法语使用者居多），面积32.61平方千米，人口195,546人（2024年1月1日）。首都大区面积162平方千米，人口超過120萬人，是比利時人口最稠密和最富有的地區。若延伸至根特、安特衛普、鲁汶和瓦隆布拉班特，該地區則擁有超過500萬人口。
除了被称为“五边形”的城中心地区外，布鲁塞尔城还包含南部延伸区（路易丝大街、康布尔树林公园）、东部延伸区（利奥波德区、广场区、五十周年纪念公园）以及北部的哈伦、拉肯和下-上亨贝克三个片区。
在不同的语境中，“布鲁塞尔”一称有着不同的外延範圍，可以指布鲁塞尔城（比利时布鲁塞尔首都大区中最大的市镇及首府，常住人口179,277），也可以指布鲁塞尔首都大区（常住人口为1,222,637），或者也可以用于表示布鲁塞尔城市圈（常住人口1,350,000）。
過去，布魯塞爾從塞讷河上的一個小型農村，並在19世紀開始發展成為歐洲重要的城市地區。自第二次世界大战結束以來，它一直是比利時及國際政治的主要中心，也是眾多國際組織、政治家、外交官和公務員的所在地。布魯塞爾是歐盟事實上的首都，因為它擁有許多主要的歐盟機構，包括歐盟高峰會、歐盟委員會和歐盟理事會（司法部門位於盧森堡），歐洲議會在布魯塞爾也有分處，然而全體議會每年在斯特拉斯堡舉行少數會議，正因如此，“布魯塞爾”有時被用來代指歐盟或其機構。另外比荷盧聯盟及北大西洋公约组织的總部也設在布魯塞爾。由於其在布魯塞爾泛歐交易所的金融中心，依照全球化及世界城市研究网络（GaWC）所公布之《世界级城市》名单中，布魯塞爾属于ALPHA级别的国际都市。布魯塞爾是比利時鐵路、公路和空中交通的樞紐，經常被視為歐洲的地理、經濟和文化十字路口。布鲁塞尔地铁是比利時唯一的快速交通系統。
布魯塞爾以其美食（包括當地的窩夫、巧克力、炸薯條和多種啤酒）、以及獨特的歷史和建築地標而聞名；其中一些古蹟被聯合國教科文組織列為世界文化遺產。都市內的主要景點包括其歷史悠久的布鲁塞尔大广场、五十周年纪念公园、尿尿小童雕像、圣弥额尔圣古都勒主教座堂、國會柱、布魯塞爾王宮、原子球塔，另設有文化機構，如皇家铸币局剧院和皇家艺术与历史博物馆。由於比利時漫畫的悠久傳統，布魯塞爾也被譽為漫畫之都。

## 地名
“布鲁塞尔”一名来自“Bruocsella”一词，意为“沼地之居所”，法国北部省的布罗克塞勒（Broxeele）地名词源与之相同。魏源《海国图志》譯「埔悉」。

## 歷史

### 中世纪
布鲁塞尔起源于公元580年左右。当时，人们在塞讷河中的一个小岛（后称圣热里岛）上设立了一座礼拜堂。
而布鲁塞尔正式的建城时间往往被认定为公元979年。神圣罗马帝国皇帝奥托二世于977年将下洛林的领地赐予法国国王路易四世的被流放的第四子查理。两年后，下洛林公爵查理在同一个岛上建造了首个永久性城堡。

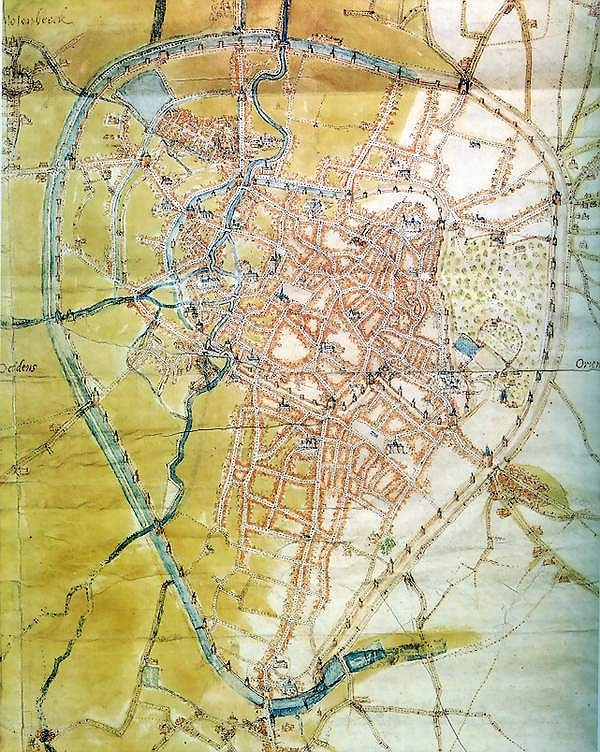
1555年时的城市地图

公元1000年左右，布鲁塞尔地区归属于鲁汶伯爵蘭貝特一世。1047年，他的儿子蘭貝特二世创立了圣古都勒参议会。
由于布鲁塞尔地处塞讷河畔，位于布魯日、根特和科隆之間貿易路線上，因此它迅速发展为一个商业中心。为了躲避肆虐的洪水，城市逐渐向高地发展。当人口增加到3万人左右时，布鲁塞尔的发展受到了周围的沼泽地的限制，于是人们将沼泽地的水排干，以求更多的土地（1183-1184年）。在11世纪，这座城市第一次有了城墙。
经过13世纪的大规模城墙建设后，布鲁塞尔在欧洲的影响日渐提高。为了城市的进一步扩张，1356年至1383年间，掀起了第二次城墙建设的高潮。如今，在布鲁塞尔仍能看到部分城墙的遗址，因为其围绕着历史街区的内环铁道基本都是沿着第二城墙而建的。

### 文艺复兴

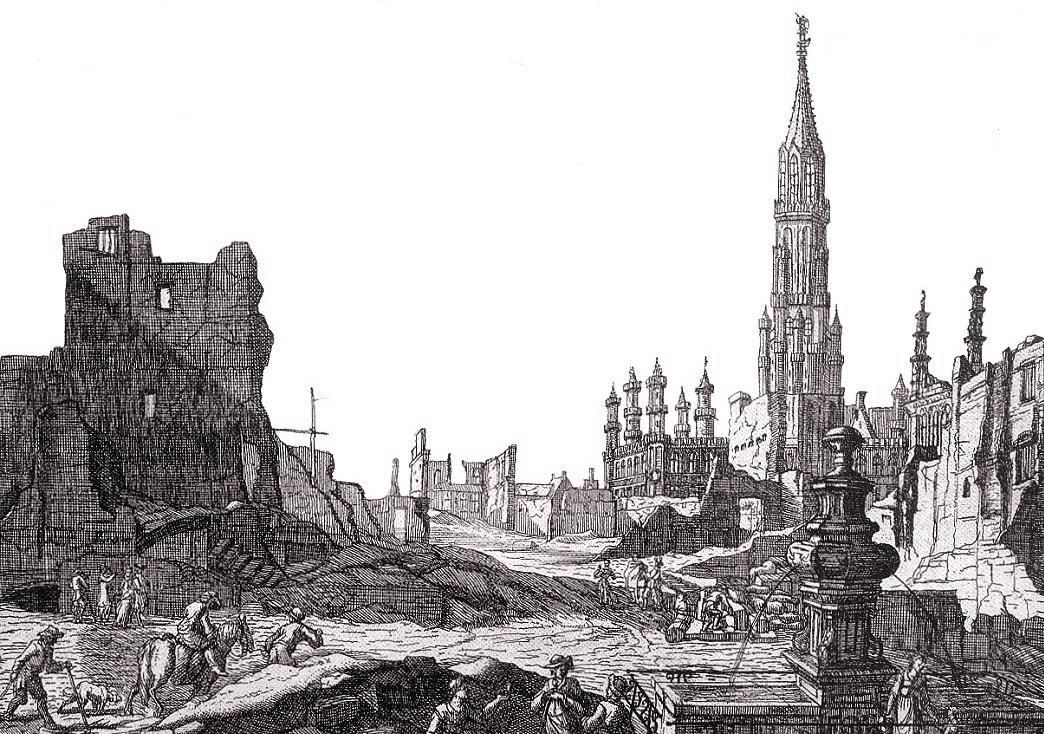
遭受1695年法军炮轰后的布鲁塞尔大广场

1516年，神圣罗马帝国皇帝查理五世在布鲁塞尔的圣弥额尔圣古都勒主教座堂登基成为西班牙国王。
1519年，自从他的祖父神圣罗马帝国皇帝马克西米连一世驾崩后，查理五世便成为了奥地利大公和号称“日不落帝国”的神圣罗马帝国皇帝。1555年，查理五世在考登山宫宣布退位。自从成为布拉班特公爵的宫殿之后，考登山宫的规模迅速扩大，但此后在1731年的一场大火中，这个欧洲闻名的宫殿毁于一旦。其遗址引起了欧洲考古学家的极大兴趣。
1695年，法国国王路易十四派法军炮轰布鲁塞尔。炮火及随之而来的火灾造成了布鲁塞尔历史上最严重的灾难。著名的布鲁塞尔大广场被夷为平地，此外还有占全城1/3的4000余座建筑被毁。此后，布鲁塞尔人花费了数个世纪重建家园，但仍留下了一些当时的遗迹以供后人观看。

### 革命

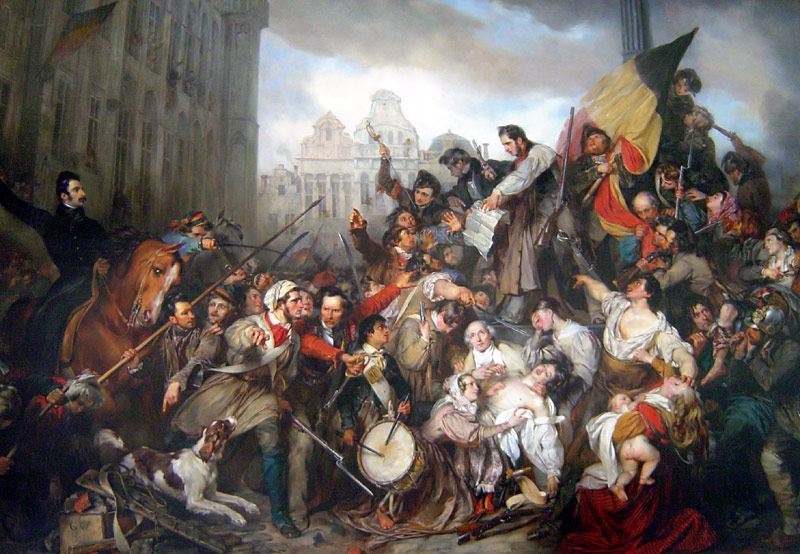
《比利时1830年革命》，许斯塔夫·瓦珀斯绘于1834年

1830年8月布鲁塞尔民众发动了反对荷兰统治者的革命。1831年2月7日，国民会议颁布比利时宪法，规定比利时为世袭的君主立宪制国家。
1831年7月21日，比利时首位国王利奥波德一世在布鲁塞尔即位，并开始大规模建造这座城市的城墙和建筑。1867-1871年之间，贯穿整座城市的塞讷河由于其引起的公共卫生隐患而被市政府彻底覆盖。此后，城市改造得以顺利推进，许多现代建筑在塞讷河上拔地而起。

### 现代
布鲁塞尔举办过众多国际会议和重要展览会，其中包括在现代物理学史上具有里程碑意义的1927年索尔维会议以及数次世界博览会（1935年世界博览会和1958年世界博览会等）。
1940年5月10日，布鲁塞尔开始遭受纳粹德国的轰炸，然而这座城市受到的破坏主要发生在1944年至1945年期间。1952年，贯穿城市中部的南北线铁路落成。首条有轨电车线路于1969年完工，而第一条地铁则于1976年通车。1985年5月29日，希素球場慘劇在布魯塞爾發生，96名足球迷由於踐踏和推擠而死亡700多人受傷，利物浦足球俱樂部也為此被國際大會禁賽五年。1989年6月18日，双语的布鲁塞尔首都大区成立。
2016年3月22日，布鲁塞尔遭到伊斯蘭國發動连环爆炸恐袭，造成35人死亡，340人受伤。

## 地理

### 气候
布鲁塞尔属于海洋性气候（柯本气候分类法：Cfb），夏季温暖，冬季凉爽。该地区的气候受由大西洋而来的海洋气团影响，附近的湿地也确保了温带气候。布鲁塞尔首都大区年均降雨135天，降雪24天（根据1981-2010年测量数据），夏季该市常出现剧烈的雷雨天气。
| 布鲁塞尔首都大区 (1981–2010) | 布鲁塞尔首都大区 (1981–2010) | 布鲁塞尔首都大区 (1981–2010) | 布鲁塞尔首都大区 (1981–2010) | 布鲁塞尔首都大区 (1981–2010) | 布鲁塞尔首都大区 (1981–2010) | 布鲁塞尔首都大区 (1981–2010) | 布鲁塞尔首都大区 (1981–2010) | 布鲁塞尔首都大区 (1981–2010) | 布鲁塞尔首都大区 (1981–2010) | 布鲁塞尔首都大区 (1981–2010) | 布鲁塞尔首都大区 (1981–2010) | 布鲁塞尔首都大区 (1981–2010) | 布鲁塞尔首都大区 (1981–2010) |
| 月份                         | 1月                          | 2月                          | 3月                          | 4月                          | 5月                          | 6月                          | 7月                          | 8月                          | 9月                          | 10月                         | 11月                         | 12月                         | 全年                         |
| ---------------------------- | ---------------------------- | ---------------------------- | ---------------------------- | ---------------------------- | ---------------------------- | ---------------------------- | ---------------------------- | ---------------------------- | ---------------------------- | ---------------------------- | ---------------------------- | ---------------------------- | ---------------------------- |
| 平均高温 °C（°F）            | 5.9 (42.6)                   | 6.8 (44.2)                   | 10.5 (50.9)                  | 14.2 (57.6)                  | 18.3 (64.9)                  | 20.9 (69.6)                  | 23.3 (73.9)                  | 23.0 (73.4)                  | 19.5 (67.1)                  | 15.1 (59.2)                  | 9.8 (49.6)                   | 6.3 (43.3)                   | 14.5 (58.1)                  |
| 日均气温 °C（°F）            | 3.2 (37.8)                   | 3.5 (38.3)                   | 6.5 (43.7)                   | 9.5 (49.1)                   | 13.5 (56.3)                  | 16.1 (61.0)                  | 18.4 (65.1)                  | 18.0 (64.4)                  | 14.9 (58.8)                  | 11.1 (52.0)                  | 6.8 (44.2)                   | 3.8 (38.8)                   | 10.4 (50.7)                  |
| 平均低温 °C（°F）            | 0.7 (33.3)                   | 0.6 (33.1)                   | 2.9 (37.2)                   | 4.9 (40.8)                   | 8.7 (47.7)                   | 11.5 (52.7)                  | 13.6 (56.5)                  | 13.0 (55.4)                  | 10.5 (50.9)                  | 7.5 (45.5)                   | 4.5 (40.1)                   | 1.5 (34.7)                   | 6.7 (44.1)                   |
| 平均降水量 mm（）            | 75.2 (2.96)                  | 61.6 (2.43)                  | 69.5 (2.74)                  | 51.0 (2.01)                  | 65.1 (2.56)                  | 72.1 (2.84)                  | 73.6 (2.90)                  | 76.8 (3.02)                  | 69.6 (2.74)                  | 75.0 (2.95)                  | 77.0 (3.03)                  | 81.4 (3.20)                  | 848.0 (33.39)                |
| 平均降水天数（≥ 1 mm）       | 12.8                         | 11.1                         | 12.7                         | 9.9                          | 11.3                         | 10.5                         | 10.1                         | 10.1                         | 10.4                         | 11.2                         | 12.6                         | 13.0                         | 135.6                        |
| 月均日照時數                 | 58                           | 75                           | 119                          | 168                          | 199                          | 193                          | 205                          | 194                          | 143                          | 117                          | 65                           | 47                           | 1,583                        |
| 来源：KMI/IRM                |                              |                              |                              |                              |                              |                              |                              |                              |                              |                              |                              |                              |                              |

## 人口
截至2020年1月1日，布鲁塞尔城人口超过1,000人的移民族裔如下：
| 法國           | 9,049 |
| 摩洛哥         | 7,431 |
| 羅馬尼亞       | 7,057 |
| 義大利         | 5,175 |
| 西班牙         | 4,690 |
| 波蘭           | 2,777 |
| 葡萄牙         | 1,832 |
| 希腊           | 1,758 |
| 荷蘭           | 1,704 |
| 印度           | 1,591 |
| 保加利亚       | 1,573 |
| 德国           | 1,565 |
| 刚果民主共和国 | 1,511 |
| 土耳其         | 1,389 |
| 几内亚         | 1,309 |
| 英国           | 1,177 |

## 政治
与比利时其他市镇一样，布鲁塞尔城由市长领导，布鲁塞尔市长不应与布鲁塞尔首都大区首长或布鲁塞尔首都区区长相混淆。布鲁塞尔现任市长是法语社会党人菲利普·克洛斯，他与生態党-荷语绿党、法语代菲党和荷语前进党联合执政。
|      |                                      |        |       |        |                 |    |  |  |  |  |
| 党派 |                                      |        |       |        |                 |    |  |  |  |  |
| 投票 | %                                    | +/-    | 席位  | +/-    |                 |    |  |  |  |  |
|      | 社会党 (比利时)                      | 19,997 | 28.38 | ▼0.74  | 17 / 49 （35%） | ▼1 |  |  |  |  |
|      | 生態 (比利時) - 綠黨                 | 11,847 | 16.81 | ▲4.42  | 9 / 49 （18%）  | ▲2 |  |  |  |  |
|      | 革新运动 - 开放弗拉芒自由民主党      | 9,772  | 13.87 | ▼4.02  | 7 / 49 （14%）  | ▼3 |  |  |  |  |
|      | 比利时工人党                         | 8,159  | 11.58 | ▲10.02 | 6 / 49 （12%）  | ▲6 |  |  |  |  |
|      | 行动者 (比利时) - 基督教民主和弗拉芒 | 6,543  | 9.29  | ▼8.72  | 5 / 49 （10%）  | ▼5 |  |  |  |  |
|      | 代菲                                 | 5,317  | 7.55  | ▼0.08  | 3 / 49 （6%）   | ━  |  |  |  |  |
|      | 新弗拉芒联盟                         | 2,606  | 3.70  | ▲0.64  | 1 / 49 （2%）   | ━  |  |  |  |  |
|      | 前进 (比利时)                        | 2,269  | 3.22  | 新     | 1 / 49 （2%）   | ▲1 |  |  |  |  |
|      | 弗拉芒利益                           | 1,138  | 1.61  | ▲0.59  | 0 / 49 （0%）   | -  |  |  |  |  |
|      | 伊斯兰 (比利时政党)                  | 1,125  | 1.60  | ▼1.30  | 0 / 49 （0%）   | -  |  |  |  |  |
|      | 其他                                 | 1,694  | 2.40  | ▼1.56  | 0 / 49 （0%）   | -  |  |  |  |  |

### 比利时首都

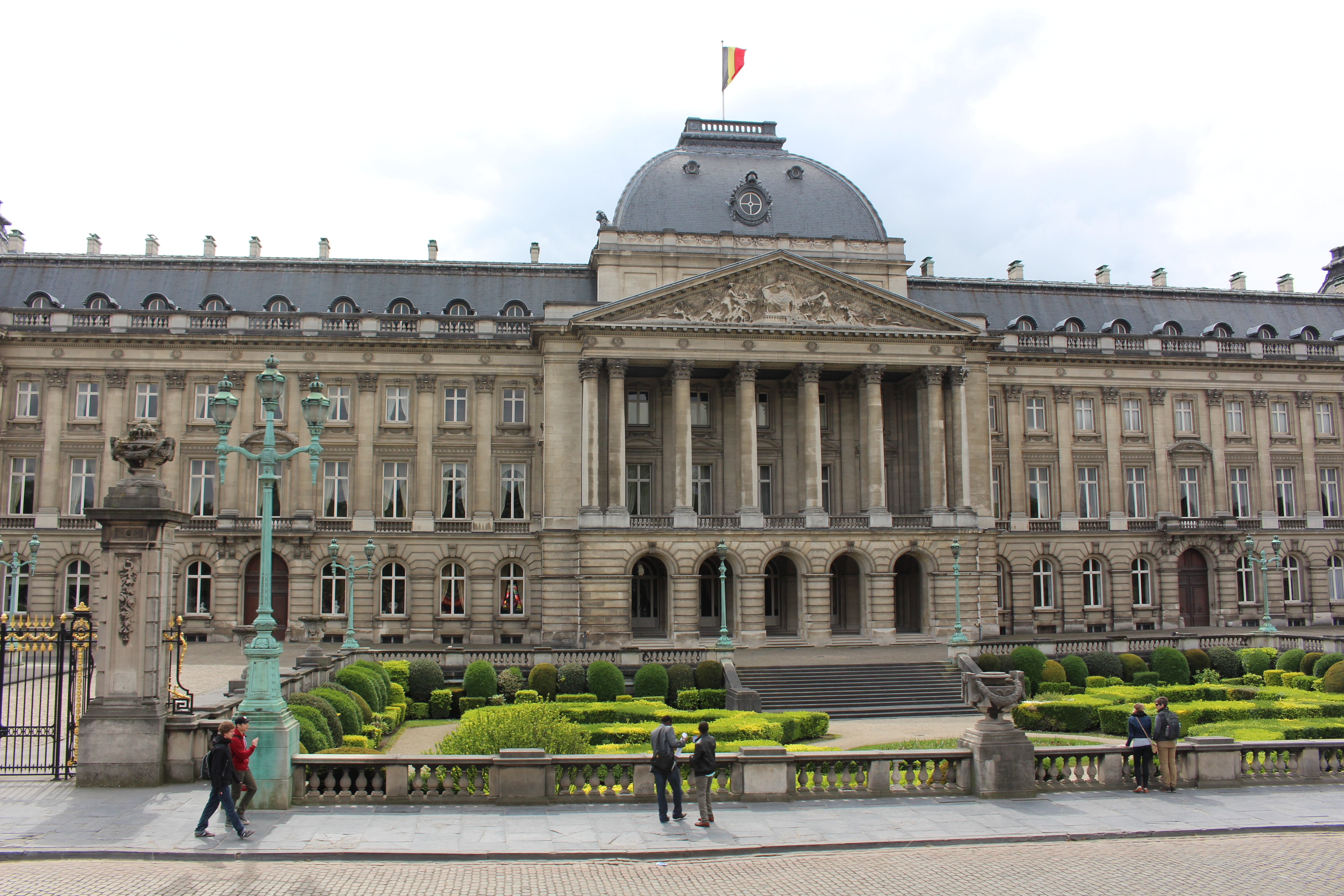
布鲁塞尔王宫

尽管很多人望文生义地认为比利时首都为整个布鲁塞尔首都大区，但实际上比利时宪法第194条明确规定其首都为布鲁塞尔城。
但是，尽管布鲁塞尔城是正式的首都，而国家划拨给首都的经费被包括布鲁塞尔城在内的19个市镇分享，而且部分国家机构也位于其它18个市镇内。因此尽管名义上的比利时首都是布鲁塞尔城，但实际上行使首都职能的却是整个首都大区。

### 布鲁塞尔城
布鲁塞尔城是布鲁塞尔首都大区内最大的一个市镇，同时也是比利时的法定首都。
从某种程度上，布鲁塞尔城与布鲁塞尔的关系类似于伦敦市与大伦敦的关系。但是，布鲁塞尔城的规模受到了更多的限制，其城区只限于城中心和南部延伸区、东部延伸区以及北部的哈伦、拉肯和下-上亨贝克三个片区。

### 佛兰德与法语社会
布鲁塞尔首都大区是比利时三个大区之一，其它两个是瓦隆大区和弗拉芒大區。从地理上和方言地理学上来看，首都大区是被弗拉芒大區包围的飞地。这一区域反映了比利时双语社会的复杂构成，布鲁塞尔的居民生活在一个法语社会与荷兰语社会混杂的文化环境中。

### 国际大都市
现代的布鲁塞尔已经成为众多国际组织总部的所在地，其中最主要的就是欧洲联盟和北大西洋公约组织（北约）。其它还有1000多个国际性组织和2000多家跨国公司的总部设于布鲁塞尔。从每年举行的国际会议数量来看，布鲁塞尔位居全球第三位。欧盟及其它国际组织的存在，使得每年常驻在布鲁塞尔的外交官及记者的人数超过了美国首都华盛顿特区。因此，布鲁塞尔也建造了众多的国际学校，以满足在此工作的国际组织人员的需求。布鲁塞尔也号称“欧洲伊斯兰之都”，因为布鲁塞尔城的穆斯林人口已经超过了全市人口的四分之一，而且仍在上升。

### 欧洲联盟首府
尽管欧盟从未正式确定任何城市为其“首都”或“首府”，但大多数观点认为拥有众多欧盟机构的布鲁塞尔是实际意义上的欧盟首都。欧盟委员会的办公地点就在著名的欧盟总部大楼，而欧盟理事会秘书处则在其对面的Justus Lipsius大厦办公。此外，欧洲议会约四分之三的活动也在布鲁塞尔开展，但其全会所在地为法国斯特拉斯堡。
1957年，欧共体与欧洲原子能共同体成立，最初两个组织分别位于布鲁塞尔和卢森堡，但最终由于实际操作的考虑，很快就统一在布鲁塞尔办公。1965年，布鲁塞尔成为合并后的欧盟委员会及理事会的所在地，随后的数十年中，欧洲议会逐渐将其重心移至布鲁塞尔，但在规定中，其全会召开地仍然在法国斯特拉斯堡。2002年至2004年期间，欧盟理事会也确定了其在布鲁塞尔的办公地点。
现在，布鲁塞尔城东部占地865,000平方米的区域逐渐成为欧洲总部的区域，正是这一地区的存在使得这座城市称为名副其实的欧洲政治中心。

## 文化

### 建筑
布鲁塞尔的建筑物，从带有浓郁中世纪风格的大广场到充满后现代艺术意味的欧盟建筑群，包含了多种元素和文化符号。
布鲁塞尔最著名的建筑包括布鲁塞尔大广场及在广场中心的布鲁塞尔市政厅（1988年入選世界文化遗产）、圣弥额尔圣古都勒主教座堂、以巨大的玻璃温室著称的拉肯皇家城堡等。布鲁塞尔的另一个地标性建筑就是布鲁塞尔王宫。
原子球塔位于海瑟尔公园内，是布鲁塞尔举办1958年世界博览会时建造的一座金属结构的纪念性建筑物。这座建筑物是由9个直径18米的铝质大圆球组成，每个圆球代表一个原子，各球之间由空心钢管连接，圆球与连接圆球的钢管构成一个正方体图案。这个正方体相当于放大了1650亿倍的α铁的正方体晶体结构。原子球塔旁边是迷你欧洲公园，其集中了欧洲著名建筑物的1/25的缩微复制品。
布鲁塞尔另一个标志性景观，就是小于连尿童雕像，这座铜像是游客的必游之地。
布鲁塞尔的其它著名景点还包括纪念比利时独立50周年的五十周年纪念公园、圣心圣殿、布鲁塞尔证券交易所、布鲁塞尔司法宫以及为欧盟组织建造的一系列建筑物。
布鲁塞尔的文化设施包括有着悠久历史的皇家公园剧院、皇家铸币局剧院等。此外也有各式各样的博物馆，包括收藏有大量鲁本斯作品的比利时皇家美术博物馆、皇家軍隊与军事史博物馆和比利时漫画艺术中心等。

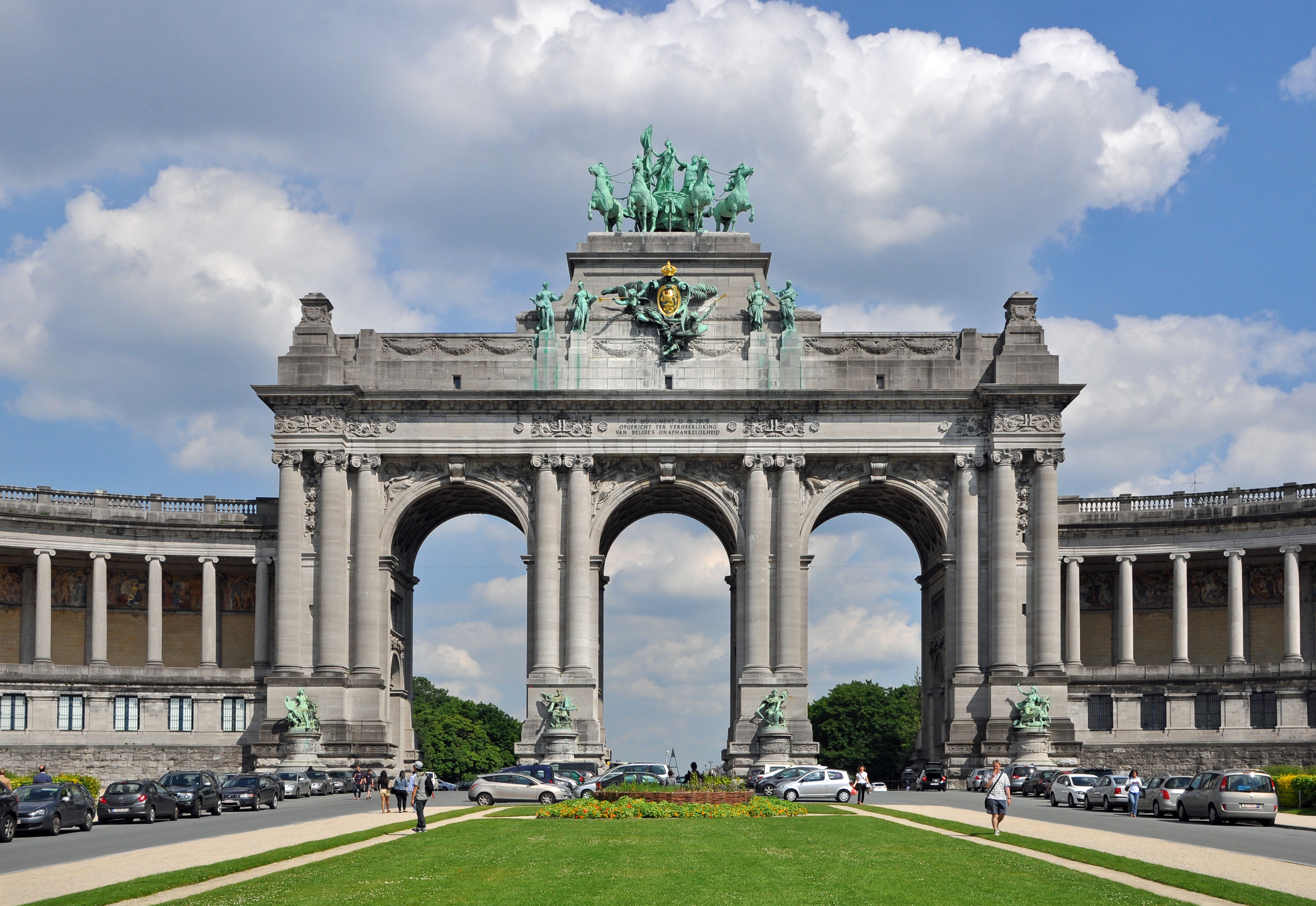
五十周年纪念公园的凯旋门

布鲁塞尔的城市中心的建筑风格以弗拉芒特色为主，另外新艺术运动的代表建筑师维克多·奥塔设计的建筑也是城市的特色之一。作为新艺术运动的发源地之一，布鲁塞尔的许多建筑带有新艺术风格，其中斯哈尔贝克、埃特贝克、伊克塞勒和圣希利斯等大区内其它市镇的建筑尤其值得一看。新艺术风格的另一典型代表就是建筑师约瑟夫·霍夫曼设计的斯托克莱宫。
布鲁塞尔也是许多伟大艺术家活跃的舞台。著名的比利时超现实主义画家雷內·馬格利特就曾在这里求学。这座城市也诞生了许多著名的连载漫画作品，例如《丁丁历险记》《幸运的路克》《Gaston》《Cubitus》和《Marsupilami》等。城市建筑的外墙和地铁站内有很多画满了漫画中的人物。而集中了众多漫画艺术的比利时漫画博物馆本身就是维克多·霍塔设计的新艺术风格建筑。
可以容纳5万名观众的博杜安国王体育场是比利时最大的体育场，可以用来举办体育竞赛和演唱会等。此前该球场名为“海瑟尔体育场”，但在1985年的海瑟尔惨案之后，该体育场进入了一段低谷期。随后球场被改建和更名为现在的体育场。

### 艺术
布鲁塞尔内的博物馆有40余家之多，其中包括比利时皇家美术博物馆等。这些艺术场馆中收藏着各种风格的艺术家的经典作品，包括老彼得·布呂赫爾、罗希尔·范德魏登、罗伯特·坎平、安东尼·范戴克和雅各布·约尔丹斯等佛兰德画家。

### 美食

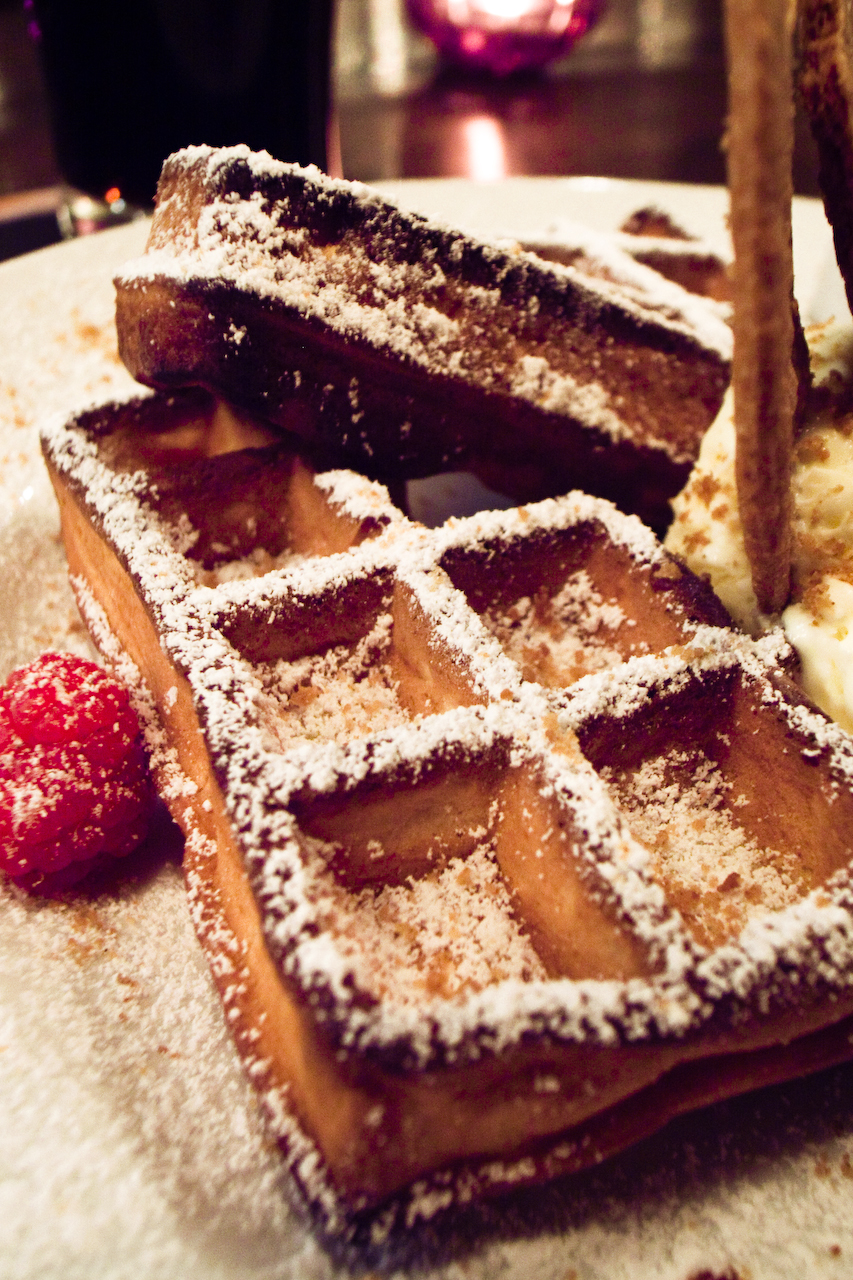
布鲁塞尔著名的华夫饼

布鲁塞尔的特色食品包括华夫饼、巧克力、薯条以及众多口味的啤酒。而首先在布鲁塞尔培育成功的小椰菜，也因此被命名为“布鲁塞尔椰菜”。
该市共有1800余家餐馆和许多独具特色的酒吧。在烹饪专家看来，比利时菜是欧洲最精美的菜式之一。除了传统餐厅之外，布鲁塞尔还有许多咖啡馆、小酒馆和国际快餐连锁店。咖啡厅与酒吧类似，向顾客提供啤酒和小吃，而通常意义上的咖啡店在这里叫做“Salons de Thé”。另外，这里还有为数不少的啤酒馆，向顾客提供各种口味的啤酒和典型的比利时食品。
比利时食品的特点之一就是其对法国风味与弗拉芒元素的兼容并蓄。最典型的代表就是布鲁塞尔华夫饼和贻贝料理。另外，布鲁塞尔也有许多全球知名的巧克力品牌，例如Godiva、Neuhaus和Leonidas等。而比利时风味的薯条和新鲜出炉的华夫饼在布鲁塞尔街头随处都能买到。
在普通的啤酒种类之外，著名的朗比克啤酒是布鲁塞尔独有的啤酒，其制作过程中使用的酵母就分布在塞讷河谷附近。另外，Kriek果味啤酒（又称樱桃啤酒）是比利时啤酒中相当受欢迎的种类，特别是喜爱酸甜口味的女性。

## 经济
作为欧洲之都的布鲁塞尔，服务业占其产业的很大部分。除了一些著名的啤酒生产商如康蒂永之外，布鲁塞尔的产业来自于面向欧盟组织和众多国际组织办事机构的服务行业。

## 语言

在家中使用的语言比例图（2006年布鲁塞尔首都大区）
仅说法语
兼说法语和荷兰语
兼说法语和其他非荷兰语
仅说荷兰语
不说法语或荷兰语

尽管原本是一座荷兰语城市，但今天的布鲁塞尔已经发展成为法语和荷兰语并存的双语城市。总体上，法语是布鲁塞尔大多数人口的母语，也是该市的优势语种。布鲁塞尔档案馆的资料显示，在法语普及（1793年至1815年）之前，尽管在勃艮第时代，法语是当地统治者的语言，但荷兰语仍是当地行政机构中最常用的语言。自1880年之后，越来越多的荷兰语使用者开始使用两种语言，最终在1910年之后，仅说法语的人口开始增加。到了20世纪中期，单纯法语人口已经超过了使用两门语言居民。
在十九世纪，许多原本以荷兰语为母语的居民都开始改说法语。其中最主要的原因是法语在当时欧洲社会是优越文明和身份的象征（甚至连弗拉芒精英人士都改说法语），另外荷兰语代表着贫穷落后的佛兰德，而且当时比利时政府的官方语言仅有法语一种。布鲁塞尔的教育机构也几乎都使用法语教学，这进一步阻碍了荷兰语的推广，也导致人们产生了荷兰语的低等印象。结果，当地居民只在私人场合或家中说荷兰语，而在公共场合都使用法语。直至今日，也依然可以遇到许多说法语的布鲁塞尔人，虽然不能用标准荷兰语表达，但仍能够部分听说或理解布拉班特方言。
现在，布鲁塞尔首都大区的官方语言是法语和荷兰语。自从比利时划定语言分界线后，国家不再进行官方的人口语言调查，因此所有研究成果都只是某种程度的估测。

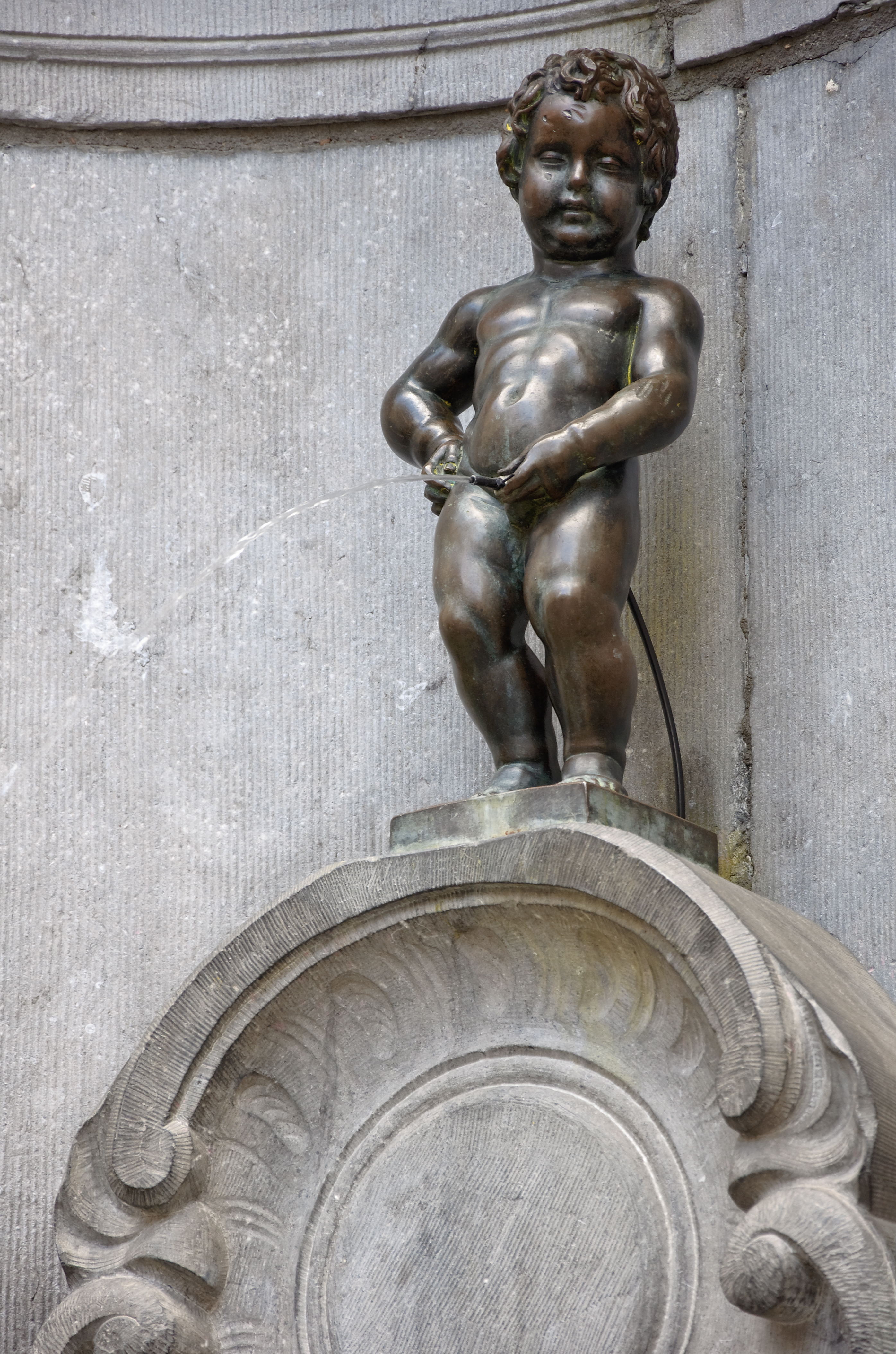
小于连像是布鲁塞尔法语和荷兰语和谐共处的象征。

考虑到布鲁塞尔毕竟是一个拥有60%的荷兰语人口的国家的首都，加之布鲁塞尔区本身就被完全包围在荷兰语文化地域之中，因此许多周边地区的荷兰语使用者会经常到城市里来工作、购物或休闲。因此，尽管这座城市的优势语种为法语，但荷兰语的最低限度知识也是必不可少的。对荷兰语态度的变化导致了一个结果：许多在家中并不说荷兰语的学生选择在荷兰语学校读书。学者估计约有28.23%的城市人口具备“良好到流利”的荷兰语水平（包括以荷兰语为第一语言或第二语言的人口）。关于英语，具有同等水平的人口大约有35.4%，而法语作为布鲁塞尔的优势语种，具有上述水平的人口约有95%。
两种语言文字的并用经常给居民带来不便。有些历史久远的街道只有最初的荷兰语名称，例如Coudenberg。但有些地名最初以法语命名，之后又修改为荷兰语名称。这样的例子包括Schoon-Zicht Straat/Welgelegenstraat；Regentiestraat/Regentschapstraat以及Koopmansstraat/Koopliedenstraat。
由于城市化进程突破了布鲁塞尔首都区的边境，许多原本属于荷兰语地域的佛兰德地区也吸引了大批法语人口的入住。在20世纪后半阶段，一些紧邻首都区边界的小城镇的优势语种也逐渐变成法语，有些甚至达到了70%的人口比例。这导致了比利时国内出现了新的语言冲突难题，其中以布鲁塞尔-哈勒-维尔福德地区最为典型。而近些年，最大的变化则是由于穆斯林移民大量进入，土耳其语、阿拉伯语等语言也被广泛使用。

## 教育

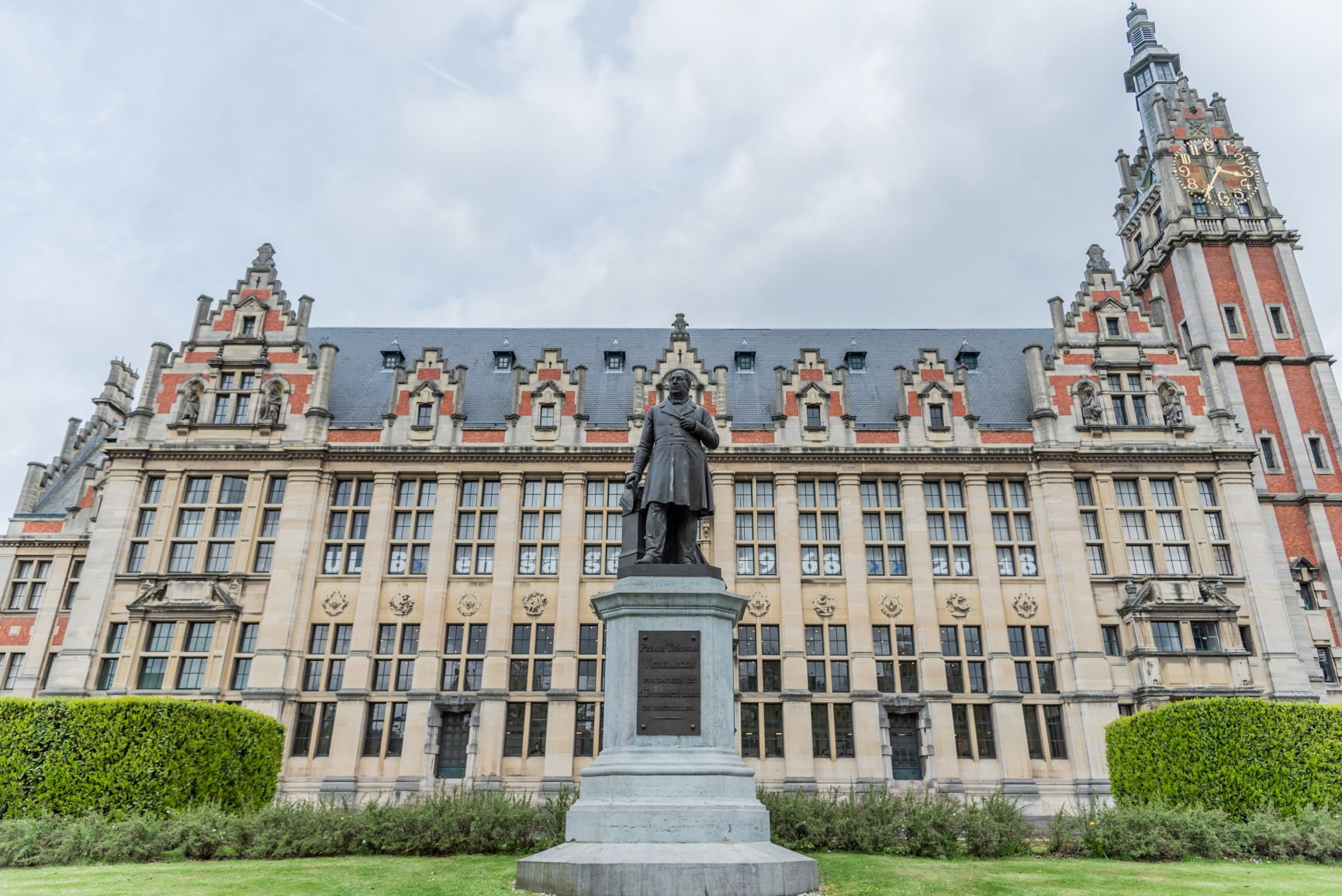
法语布鲁塞尔自由大学

布鲁塞尔拥有数所大学。最主要的两所大学分别为以法语教学为主的法語布魯塞爾自由大學和以荷兰语教学为主的荷蘭語布魯塞爾自由大學。前者在布鲁塞尔城区的三个校区（在外地还有两个校区）共有约20000名学生，而后者的学生总数在10000名左右。两所大学均起源于1834年创立的布鲁塞尔自由大学，在1970年，随着法语社区和荷兰语社区各自拥有设立高等教育机构的法定权利，两所大学被分立开来。
布鲁塞尔的高等院校还包括：圣路易大学（约2000名学生）、布鲁塞尔天主教大学、比利时皇家军事学院（由法国将领于1834年设立）和两所设立于1982年的戏剧学校。
另外，还有一些大学在布鲁塞尔设有分校，例如1973年设立医学部的法语鲁汶天主教大学，波士顿大学布鲁塞尔分校创办于1972年，提供商务管理学和国际关系学的硕士学位。为了向在此工作的各国工作人员家庭提供教育服务，布鲁塞尔也有许多国际学校，包括布鲁塞尔国际学校（包括2岁半到18岁为止的学生共1450名左右），布鲁塞尔英国学校以及为欧盟组织服务的五所欧洲学校。

## 交通

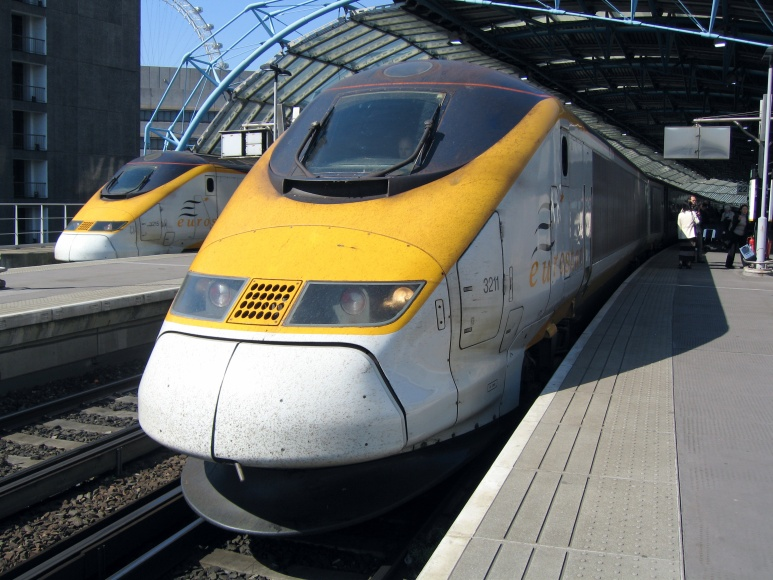
布鲁塞尔通过欧洲之星的高速铁路网络与其他欧洲城市相连接

### 外部交通
布鲁塞尔主要的机场包括位于扎芬特姆的布鲁塞尔机场和位于沙勒罗瓦的布鲁塞尔南部-沙勒罗瓦机场（距离市区50公里）。布鲁塞尔也开通了许多高速铁路：到伦敦的欧洲之星（穿越英吉利海峡隧道，耗时1小时51分）；到阿姆斯特丹（耗时1小时53分）、巴黎（耗时1小时20分），科隆（耗时1小时50分）、荷兰阿姆斯特丹斯希普霍尔机场、列日、安特卫普、鹿特丹、海牙的Thalys铁路；到科隆和法兰克福的德国ICE铁路。

### 城市公共交通
布鲁塞尔地铁系统始于1976年。此外城市也有一套非常完善的有轨电车和公共汽车网络。
城市居民可以凭STIB/MIVB卡乘坐市内的铁路或长途巴士。2015年12月，布鲁塞尔城市快铁投入使用。
自2003年起，由STIB/MIVB与不来梅的Cambio公司合作开发的公共交通拼车（Car-sharing）工程取代了当地的出租车业务。从2006年，自行车出租业务也开始得到发展。

### 水运
流经布鲁塞尔西北部的布鲁塞尔—斯海尔德河滨海运河和连接瓦隆尼亚地区的沙勒罗瓦—布鲁塞尔运河是两条重要的水上交通线路。

### 城市道路网

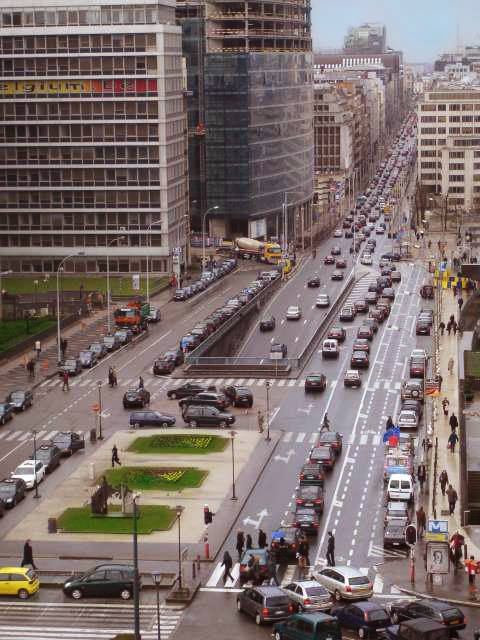
布鲁塞尔城区的主干道之一

中世纪的布鲁塞尔城内道路主要由南北向（Hoogstraat/Rue Haute）和东西向（Gentsesteenweg/Chaussée de Gand-Grasmarkt/Rue du Marché aux Herbes-Naamsestraat/Rue de Namur）组成。以大广场为中心向四周发散的道路系统基本得到了保留，但随着塞讷河的覆盖和城市内环以及南北铁路线的建设，部分城市道路发生了变化。
作为比利时的首都，布鲁塞尔也是全国道路系统的交通枢纽，按顺时针方向，布鲁塞尔通往外地的公路分别为：N1公路（向北通向布雷达）、N2（向东通向马斯特里赫特）、N3（向东通往亚琛）、N4（向东南通往卢森堡）、N5（向南通往兰斯）、N6（向西南通往莫伯日）、N8（向西通往科克赛德）以及N9（向西北通往奥斯滕德）。上述公路基本呈直线状，但部分路段经过狭窄的商业街区。
经过布鲁塞尔的欧洲高速公路主要有三条：E19公路（南北向）、E40（东西向）和E411（东南方向）。另外，布鲁塞尔的绕城高速公路名为R0，也被形象地成为“大环”。由于当地居民的反对，绕城高速公路不得不在南部绕过一个市镇，因此呈梨状。
布鲁塞尔城中心，即通常所谓的“五边形”地区，被内环道路包围，编号为R20。这条道路主要建造在古代的城墙遗址之上，而地下则是地铁2号线。

## 旅遊
- 布鲁塞尔大广场
- 小于连
- 原子球塔
- 五十周年纪念公园
- 烈士广场
- 布鲁塞尔王宫
- 貝爾萊蒙大廈

## 友好城市
布鲁塞尔共与下列14座城市缔结了友好城市关系：
| | |
| - 土耳其 阿克希萨尔 - 美国 亚特兰大 - 德国 柏林 - 中华人民共和国 北京、 澳門 - 加拿大 蒙特利尔 - 委內瑞拉 加拉加斯 | - 西班牙 马德里 - 美国 华盛顿哥伦比亚特区 - 乌克兰 基辅 - 荷蘭 布雷达 - 捷克 布拉格 - 斯洛維尼亞 卢布尔雅那 - 保加利亚 索非亚 |